# گوسفندان سیاه
گوسفندان سیاه (انگلیسی: Black Sheep) فیلمی محصول نیوزلند در سبک کمدی سیاه و ترسناک به کارگردانی جاناتان کینگ است که در سال ۲۰۰۶ منتشر شد.